# Espai de Minkowski
En física i matemàtiques, l'espai de Minkowski  o espaitemps de Minkowski (M4 o simplement M) és una varietat matemàtica de quatre dimensions, un model d'espaitemps que resulta molt adequat per a la formulació de teoria especial de la relativitat d'Einstein. En aquest model, a les tres dimensions de l'espai se li ha afegit una quarta, el temps, d'aquesta manera, les propietats físiques de la teoria d'Einstein es corresponen amb les propietats geomètriques d'aquest espai. El nom prové del físic i matemàtic alemany Hermann Minkowski que en va ser el creador.

## Història
Fins a l'època pre-einsteiniana l'espai tridimensional era considerat clarament diferent del temps, i ambdós conceptes considerats com a absoluts. El treball d'Henri Poincaré, el de Hendrik Lorentz (Transformació de Lorentz) i especialment la relativitat especial d'Albert Einstein van demostrar un lligam indissoluble entre l'espai i el temps, perdent tots dos el seu caràcter d'absolut.
Abans d'Einstein, l'univers podria estar representat per un espai euclidià tridimensional R3, és a dir, de 3 dimensions i amb la variable temporal considerada com a independent d'aquest espai. L'adveniment de la relativitat especial va portar a la necessitat de crear una estructura matemàtica diferent i quadridimensional, que tingués en consideració les relacions entre l'espai i el temps: aquesta estructura matemàtica, denotada per M4 o R1,3, va ser introduïda el 1907 per Hermann Minkowski.
L'espaitemps de Minkowski aporta un model "local" senzill per la relativitat especial. Tanmateix, no és utilitzable per descriure l'Univers com un tot: ho farà la teoria de la relativitat general (1915), que incorpora la força de la gravetat i descriu la totalitat de l'espaitemps com un espai "corb" (una varietat matemàtica) on l'espaitemps de Minkowski és només la versió "local" o "plana".
El desenvolupament del quaternió hiperbòlic (1891) per Alexander Macfarlane va preparar el camí per l'espai de Minkowski. De fet com, a estructura matemàtica, l'espai de Minkowski pot ser considerat com un quaternió hiperbòlic conservant només la forma bilineal
{\displaystyle \eta (p,q)=-{\frac {pq^{\ast }+(pq^{\ast })^{\ast }}{2}}}
que és generat pel producte del quaternió hiperbòlic {\displaystyle pq^{\ast }}.

## Estructura matemàtica
Formalment l'espaitemps de Minkowski es defineix com espai vectorial real de 4 dimensions, dotat d'un producte escalar amb signatura mètrica
{\displaystyle (3,1)}, és a dir, (-,+,+,+). Aquest producte escalar és de tipus no degenerat però no es defineix com positiu.
. Molts matemàtics i físics defineixen l'espaitemps de Minkowski com un espai dotat del producte escalar oposat, de signatura {\displaystyle (1,3)}, és a dir, (+,-,-,-), de manera que no hi ha una convenció acceptada sobre la signatura: les propietats fonamentals de l'espai són les mateixes en ambdós casos, aquest producte escalar s'anomena espai pseudoeuclidià, amb n = 4 i n−k = 1. Els elements de l'espai de Minkowski s'anomenen quadrivectors.

### Exemple
Un exemple d'espaitemps de Minkowski és l'espai {\displaystyle \mathbb {R} ^{4}} dotat del producte escalar
{\displaystyle \langle (x_{0},x_{1},x_{2},x_{3}),(y_{0},y_{1},y_{2},y_{3})\rangle =-x_{0}y_{0}+x_{1}y_{1}+x_{2}y_{2}+x_{3}y_{3}.}
De vegades aquest espai se simbolitza com R3,1; i de vegades també se simbolitza com M4 o simplement M.